# Anonchus maculatus
Anonchus maculatus är en rundmaskart som först beskrevs av Daday 1905.  Anonchus maculatus ingår i släktet Anonchus och familjen Leptolaimidae. Inga underarter finns listade i Catalogue of Life.